# Heinrich Maass
Heinrich Maass (* 15. November 1927 in Flensburg; † 12. Januar 2016) war ein deutscher Gynäkologe und Geburtshelfer.

## Leben

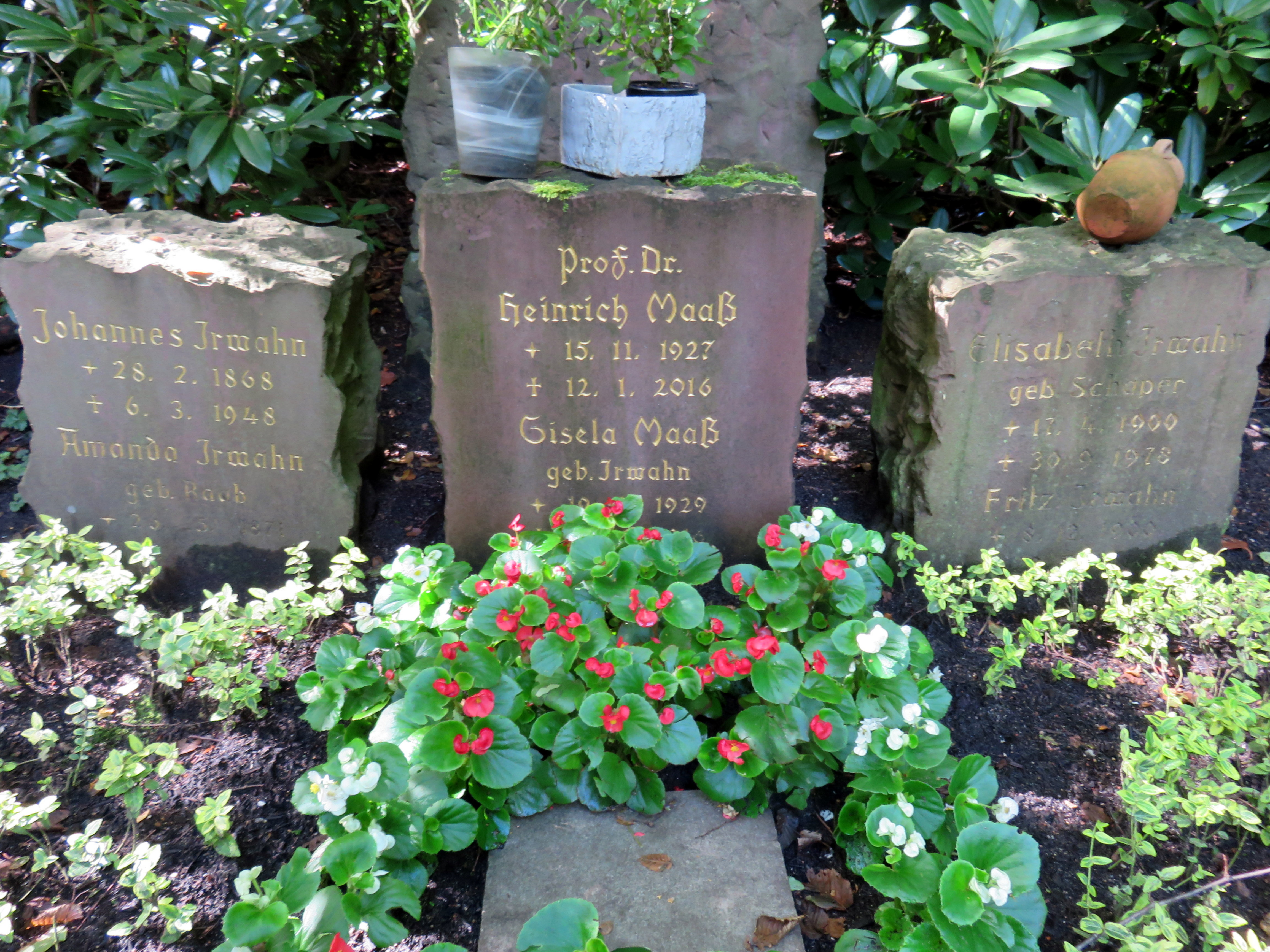
Grab von Heinrich Maass (Maaß) und seiner Frau auf dem Ohlsdorfer Friedhof

Maass studierte zwischen 1948 und 1953 in Hamburg, Zürich und Düsseldorf Medizin. 1954 promovierte er und erhielt anschließend ein zweijähriges Stipendium der Deutschen Forschungsgemeinschaft (DFG) für eine Tätigkeit an der Universitätsfrauenklinik Hamburg und am dortigen Biochemischen Institut. 1962 habilitierte er sich mit einer Arbeit zur Wirkung von Röntgenstrahlen und Zytostatika auf den Tumorstoffwechsel, 1968 erhielt er eine außerordentliche Professur. Maas war an der Universitätsfrauenklinik zunächst als Assistenzarzt, dann als Oberarzt tätig. 1976 übernahm er die Leitung der Frauenklinik am Zentralkrankenhaus St.-Jürgen-Straße in Bremen, bevor er 1984 an den Lehrstuhl für Gynäkologie und Geburtshilfe an der Universitätsfrauenklinik Hamburg-Eppendorf als Nachfolger von Klaus Thomsen berufen wurde. 1995 wurde Maass emeritiert. Er verstarb am 12. Januar 2016 im Alter von 88 Jahren und wurde auf dem Hamburger Friedhof Ohlsdorf südöstlich von Kapelle 4 im Planquadrat C13 (162-73) beigesetzt. Seine Frau Gisela Maass, geb. Irwahn, wurde ebenfalls dort beigesetzt.

## Wirken
Maass hat mit seinem wissenschaftlichen Werk maßgeblich zu der Entwicklung neuer Konzepte für die Behandlung des Brustkrebses beigetragen, darunter – gemeinsam mit Elwood Jensen und Peter Jungbluth – das Hormonrezeptor-Konzept zur Therapie-Selektion einschließlich der additiven und der ablativen hormonellen Krebstherapie (siehe Brustkrebs #Antihormonelle Therapie). Maass gehörte zu den Wegbereitern der brusterhaltenden Operation in Deutschland.
Maass wirkte als Präsident der Deutschen Gesellschaft für Senologie und der Deutschen Krebsgesellschaft.

## Auszeichnungen (Auswahl)
- 1966 Hufeland-Preis der Deutschen Ärzteversicherung (gemeinsam mit Hans Sachs) für „Epidemiologische Untersuchung bösartiger Neubildungen in Hamburg 1960–62“[5]
- 1967 Dr.-Martini-Preis der Dr.-Martini-Stiftung
- 1994 erster Träger der Karl-Heinrich-Bauer-Medaille der Deutschen Krebsgesellschaft[6]
- 1997 Deutsche Krebshilfe Preis (gemeinsam mit Roland Bässler)[3]
- 1998 Carl-Kaufmann-Medaille der Deutschen Gesellschaft für Gynäkologie und Geburtshilfe[4]